# Pierre Nisot
Pierre Nisot, est un docteur en droit, avoué et artiste peintre belge, né à Charleroi le 20 mai 1898 et mort à Bruxelles en 1980.

## Biographie
Pierre Nisot est né à Charleroi le 20 mai 1898, fils de Victor Louis Nisot, ingénieur domicilié à Couillet, et de Marie Charlotte Amandine Ghislaine Dupré, son épouse.
Pierre Nisot s'établit à Bruxelles où il ouvrit son cabinet d'avoué et son atelier de peintre à Saint-Josse-ten-Noode, rue Potagère, 132.
À côté de son activité de juriste et de théoricien du droit, attaché au problème de l'enfance moralement abandonnée, Pierre Nisot cultivait l'art pictural.
Il se forma en Suisse à l'École supérieure des beaux-arts de Genève où il fut élève de Ferdinand Hodler, et en Belgique dans l'atelier de Paul Auguste Masui, habitant le pittoresque Vieux Cornet longeant le chemin du Crabbegat à Uccle.
Selon Paul Piron il « aime les couleurs vibrantes et un style synthétique, ce qui l'amène aux confins de l'abstraction ».
Il affectionnait particulièrement de rendre par le pinceau des paysages printaniers de Suisse, sa campagne verdoyante, ses montagnes, ses lacs et ses glaciers. Il resta dans la ligne de son maître Ferdinand Hodler.
Les titres de ses œuvres sont évocatrices : Printemps sur le Leman, Matin en Gruyère, le Mont Blanc et d'autres semblables.
Pierre Nisot est le frère de la juriste et sociologue Marie-Thérèse Nisot, née à Charleroi en 1902.

## Publications juridiques
- Pierre Nisot, Le  droit des armoiries, 1923.
- Pierre Nisot, La législation scolaire, 1925.
- Pierre Nisot, L'Enfance délinquante et moralement abandonnée, 1927, deux volumes.
- Pierre Nisot, La filiation adoptive, 1927.
- Pierre Nisot, Étude historique et droit comparé sur l'âge en matière de capacité nuptiale, 1928.